# 料林乡
料林乡，是中华人民共和国四川省雅安市汉源县曾经下辖的一个乡。2019年12月，撤销料林乡，将其所属行政区域划归大树镇管辖。

## 行政区划
料林乡撤销前下辖以下地区：
料林村、新塘村、白玉村、铁厂村、马落村和大林村。